# الإمبراطور هوان من هان
الإمبراطور هوان من هان (132-168) كان الإمبراطور الحادي عشر لأسرة هان، ولد ليو تشي سنة 132م ووالده ليو يي ماركيز ليو ووالدته يان مينغ وهو سليل الإمبراطور تشانغ.

## البداية
بعد وفاة الإمبراطور تشي البالغ من العمر ثمانية سنوات مسموما على يد الجنرال ليانغ جي قررت الإمبراطورة ليانغ نا ترقية ليو تشي في منصب جنرال ليو وبعد استشارة شقيقها ليانغ جي قرروا تنصيب ليو تشي في منصب الإمبراطور وكان يبلغ أربعة عشر سنة وقرروا أن يزوجوه إبنت الإمبراطورة لكي تتم السيطرة عليه فتولى العرش سنة 146 م

## الحكم تحت الوصاية
بعد صعود الإمبراطور هوان في سن الرابعة عشر استمرت الإمبراطورة هوان كوصي عليه إلا أن شقيقها ليانغ جي استطاع إخضاع الإمبراطور لسلطته ولم يستطع الإمبراطور هوان تكريم أمه يان مين كإمبراطورة بل منحها لقب القرينة للإمبراطورة فقط وبالرغم من سيطرة ليانغ جي شبه الكاملة عليه إلا أن الإمبراطور هوان لم يكن دمية كاملة بل حاول مرارا وتكرارا انتزاع السلطة من الإمبراطورة ليانغ نا وشقيقها ليانغ جي وحاول في عدة مناسبات التحالف مع الخصيان الذين كانوا يكرهون السيطرة شبه المطلقة لليانغ جي على سلطة الإمبراطور والختم الوراثي الإمبراطوري الذي كان لدى الإمبراطورة ليانغ نا
إتهم الجنرال ليانغ جي زورا الخصيان تانغ هيغ وزو غوان بالسعي للإطاحة بالإمبراطور وكان ليانغ جي يهدف من هذا الفعل لتنصيب ليو سوان بدلا منه لكن الوزراء المخلصين للإمبراطور أفصحوا له بنية ليانغ جي فغضب الإمبراطور وأمر بإعدام الخصيان وليو سوان والوزيرين لي ودو فإنتحر ليو سوان بينما لم يجرؤ الإمبراطور هوان على التكلم في الأمر أمام ليانغ جي وفي عام 150 أعادت الإمبراطورة ليانغ الختم له وتوفيت لاحقا

## إزدياد قوة ليانغ جي
بالرغم من إعادة الختم للإمبراطور هوان ووفاة الإمبراطورة ليانغ نا إزدادت سيطرة ليانغ جي وغطرسته حتى أنه طرد أخوه المحب للسلام ليانغ بوي من الحكومة الإمبراطورية وفي عام 152 توفيت والدة الإمبراطور هوان بعد سنة من جعلها إمبراطورة ولإن الإمبراطور هوان لم يرث العرش من والده بل عن طريق كونه أقرب الأفراد الملكيين للإمبراطور تشي لم يسمح له بموجب قانون الوفيات الإمبراطوري من حضور الجنازة فتم تكليف أخيه ليو شي كرئيس للمعزيين
بحلول عام 153م وقعت أول مواجهة عامة كبيرة بين الخصيان حلفاء الإمبراطور وبين حاكم مقاطعة جي زو مو الذي إكتشف أن الخصي القوي زاو تشونغ قد قام بدفن والده بطريقة إمبراطورية وألبسه سترة اليشم الإمبراطورية الخاصة بأباطرة هان وعندما أجرى تحقيقا أمر بفتح القبر وعندما أخرجوا الجثة فوجوده يرتدي فعلا السترة وعندما علم الخصي زاو تشونغ والإمبراطور هوان غضب وأمر بطرد زو مو وتم الحكم عليه بالإشغال الشاقة وكان الإمبراطور هوان يهدف من هذا لتعزيز تحالفه مع الخصيان الذين كان بإمكانهم قتل ليانغ جي الذي أصبحت سلطته محل قلق عند الإمبراطور هوان

## القضاء على ليانغ جي
مع مرور السنوات أصبح الإمبراطور هوان غاضبا من سيطرة ليانغ جي على الحكومة حتى زوجة الإمبراطور هوان الإمبراطورة ليانغ ميو رفضت إنجاب أية أطفال له وقامت بقتل كل زوجات أفراد العائلة الإمبراطورية الحوامل ولم تجمعها أية علاقة جنسية مع الإمبراطور هوان إلا نادرا وبالمقابل لم يجرؤ الإمبراطور هوان أن يرد عليها بسبب قوة عمها ليانغ جي
ولكنها توفيت سنة 159 فقرر ليانغ جي تزويج ابنة عمه المتبنية مينغنو ولضمان التحكم بها حاول قتل والدتها السيدة شوان سرا لكنها أنقذت بفضل الجار الطيب يوان شي وعندما علم الإمبراطور بهذا أقسم أن يتخلص من ليانغ جي ودخل في مؤامرة مع الخصيان الخمسة تانغ هنغ وزاو غوان ودو يوان ودان تشاو وشو هوانج
شك ليانغ جي في علاقة الإمبراطور بهم فأجرى تحقيقا فأنكر الخصيان لكن الإمبراطور أصدر أمرا بحشد الحراس الإمبراطوري للدفاع عن البلاط ضد هجوم ليانغ جي
وحوصر منزل ليانغ جي وتم إعدامه بالأضافة لسون ليانغ وصودرت أملاكه إلى خزانة الإمبراطور وتم قتل عدد كبير من وزراء الحكومة الخونة لدرجة توقفها عن العمل لفترة طويلة

## سيطرة الخصيان
بعد مقتل ليانغ جي نصب الإمبراطور هوان زوجته مينغنو كإمبراطورة له وبسبب اسم عائلتها التي تبنتها ليانغ أمر الإمبراطور بإجراء تحقيق عن أسم عائلتها وإكتشفوا أنها ابنة عائلة دنغ فتم تغييره للإمبراطورة دنغ مينغنو
وكافأ الإمبراطور هوان الخصيان الخمسة رغم أنهم لم يفعلوا أي شي لقتل ليانغ جي وقاموا بالإستحواذ على السلطة التي منحها لهم الإمبراطور كمكافأة لهم من جهته كان الإمبراطور هوان فاسدا وغير راغب في قبول أي انتقاد
في عام 159 عندما قدم القاضي لي يو عريضة تنص على ضرورة كبح جماح الخصيان فشعر الإمبراطور بالإهانة لإن العريضة كانت تحتوي على نص مكتوب جاء فيه هل أصيب الإمبراطور بالعمى؟ وبالرغم من توسطات الوزراء وبعض الخصيان فقد تم إعدامه هو وصديقه دو سونغ

## أواخر عهده
في عام 161 إزداد إنفاق الإمبراطور المالي وبسبب ثورات تشيانغ الزراعية إنتهج الإمبراطور سياسة بيع المكاتب الصغيرة بما في ذلك ضباظ الحرس وبالرغم من حصوله على ضباظ أكفاء فإن الفساد الاستشاري سبب ثورات جديدة حالما يتم قمع القديمة
في عام 165 سئم الإمبراطور هوان من الخصيان لهذا تم إصدار الأوامر بتخفيض رتبة أخر خصي عجوز منهم ومع ذلك وبعد وقت قصير استعاد الخصيان قوتهم وأصبحوا أقوى من ذي قبل
وسئم الإمبراطور أيضا من نزاع الإمبراطورة دنغ مينغنو مع جواريه المفضلات فقام بسجنها ثم توفيت غاضبة في السجن وأراد جعل تيان شينغ الإمبراطورة لكن معظم الوزراء رفضوا وأوصوا بإبنة العالم الكنفوشيوسي دو وو السيدة دو مياو وهو سليل دو رونغ الذي ساهم كثيرا في تأسيس سلالة هان الشرقية بعد إسقاط سلالة هان الغربية من قبل وانغ مانغ وتأسيسه لأسرة شين فتم تنصيبها كإمبراطورة بالرغم من أنه لم يكن يحبها
في عام 166 تطورت المواجهة بين طلاب الجامعات والخصيان وكان حاكم
مقاطعة العاصمة لي ينغ قد أعدم شخص يدعى تشانغ شنغ الذي كان إبنه قتل عرافا تنبأ أن عفوا جديدا سيصدر مما أجبر طلاب الجامعات على كتابة رسالة حملها 200 منهم للبلاط لتقديمها للإمبراطور هوان لكنه قام باعتقالهم وشكل هذا أول كارثة من كوارث حظر الأحزاب في أواخر عهد أسرة هان لكنه أفرج عنهم بعد أن توسط والد زوجته دو وو ولكن تم تجريدهم من جميع حقوقهم المدنية >br/<

## وفاته
في عام 168 م توفي الإمبراطور هوان بدون وريث له لذلك قامت الإمبراطورة دو بإجراء دراسة إستقصائية بين أفراد العائلة وقررت تنصيب ماريكاز جييدو ليو هونغ البالغ من العمر إحدى عشرة سنة كإمبراطور لهان عرف بالإمبراطور لينغ
| سبقه الإمبراطور تشي | الإمبراطور 146م-168م | تبعه الإمبراطور لينغ |